# Léonce Laugel
Pour les articles homonymes, voir Laugel.
Armand Louis Léonce Henri Philippe Auguste Laugel (1855-1925) est un mathématicien et traducteur scientifique français.

## Travaux
Léonce Laugel traduit depuis l'allemand la liste des 23 problèmes posés par David Hilbert en 1900 à Paris, lors de sa conférence au congrès international des mathématiciens. En 1915, il traduit en français Représenter les parties d’une surface donnée sur une autre surface donnée de Carl Friedrich Gauss.

## Prix et distinctions
En 1901 il est lauréat du prix Francœur.